# Acacia lanigera
Acacia lanigera — вид квіткових рослин з родини бобових. Ареал: Австралія (Вікторія, Новий Південний Уельс, Австралійська столична територія).

## Середовище
Зустрічається у відкритих евкаліптових лісах або чагарниках на сланцевих або гранітних пагорбах у неглибоких кам’янистих або піщаних ґрунтах.

## Біоморфологічна характеристика
Це кущ заввишки 1–2 метри. Філодії, які можуть бути волохатими або голими, мають довжину від 20 до 70 мм і ширину від 2 до 8 мм. Яскраво-жовті кулясті голови квітів з'являються в пазухах листя з травня по жовтень, за ними з'являються вигнуті або згорнуті насіннєві коробочки, густо вкриті білими волосками і довжиною до 10 см.

## Використання
Уряд Нового Південного Уельсу рекомендує вид для висаджування в загородях, оскільки він корисний для захисту від вітру, стабілізації ґрунтів, підвищення родючості ґрунту та є хорошим середовищем існування для комах.